# Бокий, Иван Дмитриевич
Ива́н Дми́триевич Бо́кий  (1845— 1897) — российский учёный и преподаватель, автор учебника «Основания химии»; действительный статский советник. Отец видного деятеля советских спецслужб, комиссара государственной безопасности 3-го ранга (1935) Г. И. Бокия и учёного в области горного дела, основоположника аналитических методов проектирования рудников и шахт Б. И. Бокия.

## Биография
Родился 2 января 1845 года[по какому календарю?] в знатной дворянской семье. В августе 1855 года поступил в первый класс Первой Харьковской гимназии и окончил в ней курс в 1862 году. Высшее образование получил на физико-математическом факультете Харьковского университета. По окончании в нём курса в 1865 году он был оставлен при университете для приготовления  к профессорскому званию, но вследствие неблагоприятных материальных обстоятельств был вынужден отказаться от этого предложения и поступил на должность преподавателя в Тифлисской реальной гимназии.
В студенческую пору зачитывался Добролюбовым, Писаревым, читал запрещенные книги Герцена. Но постепенно увлечение либерально-демократической и революционной философией, свойственной для некоторых представителей русской интеллигенции, сменилось вполне консервативными взглядами, а в отношении русского императора - верноподданническими чувствами.
Преподавал химию и физику сыновьям наместника Кавказа, великого князя Михаила Николаевича. В 1880 году он был перемещён на должность инспектора в Урюпинское реальное училище, а в 1886 году на такую же должность в Изюм. В 1892 году по болезни вышел в отставку.
Умер 15 июля 1897 года[по какому календарю?].